# Wisemans Ferry
Pour les articles homonymes, voir Wiseman.
Wisemans Ferry est une ville de l'État de Nouvelle-Galles du Sud, en Australie, située à 75 kilomètres au nord-ouest du quartier central des affaires de Sydney, dans les zones administratives locales de Hornsby Shire, The Hills Shire, la ville de Hawkesbury et le Central Coast Council. La ville est un lieu touristique avec des installations de pique-nique et de barbecue. En plus d'un riche héritage bagnard et colonial dans la région, le parc national de Dharug et le parc national de Yengo sont à proximité.
La ville s'appelait à l'origine Lower Portland Headland, mais le nom a finalement été changé en Wisemans Ferry, du nom de Solomon Wiseman, un ancien bagnard (1778-1838), qui a reçu du gouverneur Macquarie une concession de terre dans la région en 1817. Wiseman a établi un service de bac (ferry en anglais) sur la rivière Hawkesbury en 1827 pour le transport des produits et des provisions aux bagnards qui construisaient la grande route du Nord (en) et était connu de beaucoup comme le roi de Hawkesbury.